# Cataleptoneta detriticola
Espèce
Cataleptoneta detriticola est une espèce d'araignées aranéomorphes de la famille des Leptonetidae.

## Distribution
Cette espèce est endémique de Bulgarie. Elle se rencontre dans les monts Bélès.

## Publication originale
- Deltshev & Li, 2013 : A new species of the genus Cataleptoneta from Belasitsa Mts, Bulgaria (Araneae, Leptonetidae). Acta zootaxon. Sin. vol. 38, no 3, p. 514-519.